# Paris, Cabourg, Le Caire et l'Amour
Pour plus de détails, voir Fiche technique et Distribution.
Paris, Cabourg, Le Caire et l'Amour est un film français réalisé par Gabriel de Gravone et sorti en 1927.

## Synopsis
Le marquis Gaëtan de La Tospinière exige que sa fille Geneviève épouse son cousin Henri, mais celle-ci préfère le beau Georges de Léran qu'elle a rencontré en vacances à Cabourg. 
Pour échapper à ce mariage arrangé, Geneviève et Georges décident de quitter Paris pour se réfugier en Egypte et y vivre leur amour loin de leurs familles. Mais ils sont poursuivis par le marquis et son neveu qui les retrouvent finalement au Caire...

## Fiche technique
- Titre : Paris, Cabourg, Le Caire et l'Amour
- Autre titre : Rapt
- Réalisation : Gabriel de Gravone
- Scénario : Stefan Markus
- Photographie : Maurice Forster
- Production : Films Markus
- Pays d'origine :  France
- Format :  Noir et blanc - 1,33:1
- Date de sortie : France - 8 juillet 1927

## Distribution
- Gabriel de Gravone : Georges de Léran
- Janine Liezer : Geneviève de La Tospinière
- Anthony Gildès : le marquis de La Tospinière
- Alex Allin : Henri Randeau, le fiancé
- Renée Faggio : Liliane, la petite amie de Georges